# Pengzhou

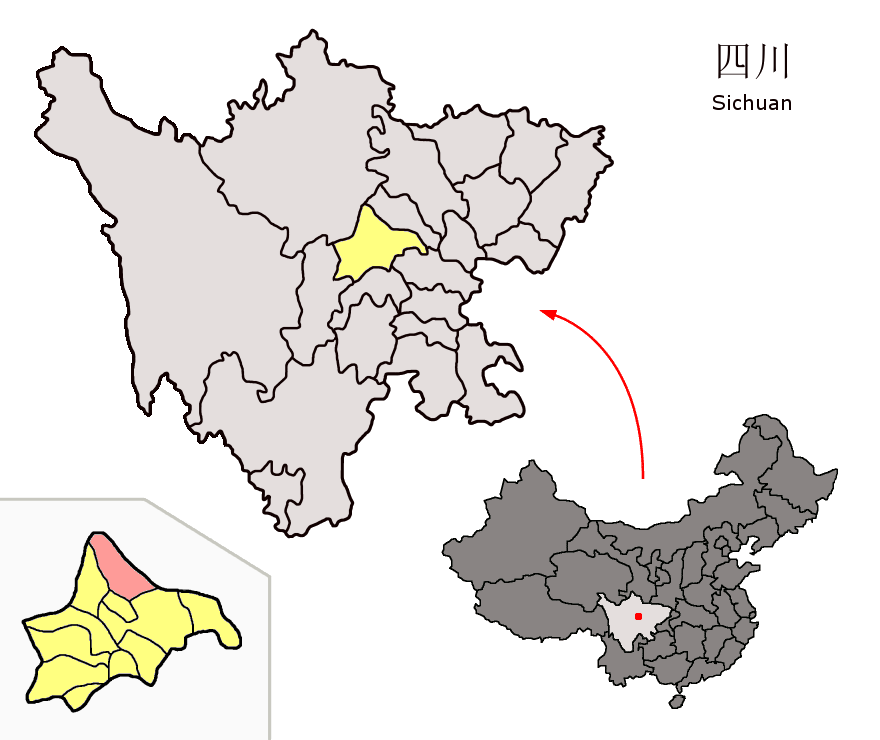
Lage Pengzhous in der Provinz Sichuan

Die Stadt Pengzhou (chinesisch 彭州市, Pinyin Péngzhōu Shì) ist eine kreisfreie Stadt in China, etwa 35 km nordwestlich von der Unterprovinzstadt Chengdu, der Hauptstadt der Provinz Sichuan, und westlich von Deyang. Sie hat eine Fläche von 1.379 km² und zählt 780.399 Einwohner (Stand: Zensus 2020).
Zu ihren Sehenswürdigkeiten zählt das seit 2006 denkmalgeschützte Seminarium Annuntiationis, das allerdings beim schweren Erdbeben von Wenchuan 2008 größtenteils zerstört wurde, sowie die ebenfalls denkmalgeschützte Pagoden von Pengzhou (彭州佛塔, Pengzhou Fota).
Der „Berg des Unsterblichen Ge“ 葛仙山,  Gexian Shan ist eine wichtige Stätte des religiösen Daoismus.

## Administrative Gliederung
Auf Gemeindeebene setzt sich Pengzhou aus zwanzig Großgemeinden zusammen.